# Paul P. Momtaz
Paul P. Momtaz német közgazdász, a frankfurti Johann Wolfgang Goethe Egyetem közgazdaságtudományi professzora, ahol a Pénzügyek Házában a magántőke tanszék vezetője.

## Élete
Paul Momtaz közgazdaságtant és matematikát tanult a hamburgi, párizsi, cambridge-i és Los Angeles-i egyetemeken. 2020-ban fejezte be habilitációját. Ugyanebben az évben a Wirtschaftswoche rangsorában már a legintenzívebb kutatást végző üzleti közgazdászok első 10%-ában szerepelt. Tudományos pályafutásával párhuzamosan több évig vezetési tanácsadóként és bankárként dolgozott. Momtaz társszervezője a Crypto Valley Conference-nek, a világ legnagyobb kriptovaluta- és blokklánc-technológiai konferenciájának.

## Válogatott munkái
- Dissanaike G., Drobetz W., Momtaz P. P. és Rocholl J. (2021). Die Ökonomie der Strafverfolgung: Quasi-experimentelle Beweise aus dem Unternehmensübernahmerecht.[5] Journal of Corporate Finance, 67, 101849.
- Dissanaike G., Drobetz W. és Momtaz P. P. (2020). Wettbewerbspolitik und Rentabilität von Unternehmenskäufen.[6] Journal of Corporate Finance, 62, 101510.
- Drobetz, W. & Momtaz, P. P. (2020). Übernahmerechtliche Bestimmungen und Unternehmenswert: Neue Erkenntnisse aus dem M&A-Markt.[7] Journal of Corporate Finance, 62, 101594.
- Momtaz, P. P. (2021). Die Preisgestaltung und Leistung von Kryptowährung.[8] The European Journal of Finance, 27(4-5), 367-380.
- Momtaz, P. P. (2020). Unternehmerische Finanzierung und moralisches Risiko: Beweise aus Token-Angeboten.[9] Journal of Business Venturing, 106001.
- Fisch, C. & Momtaz, P. P. (2020). Institutionelle Investoren und Post-ICO-Performance: eine empirische Analyse der Anlegerrenditen bei Initial Coin Offerings (ICOs).[10] Journal of Corporate Finance, 64, 101679.
- Momtaz, P. P. (2020). CEO-Emotionen und Unternehmensbewertung bei Initial Coin Offerings: ein Ansatz künstlicher emotionaler Intelligenz.[11] Zeitschrift für strategisches Management.

## Jelenlegi kutatásai
- SSRN
- ResearchGate

## Díjak
- A német üzleti közgazdászok legjobb 10%-a[3]
- Jelölés a Pénzügyi Menedzsment Szövetség (FMA) legjobb tanulmánya díjára 2017-ben
- Jelölés a Pénzügyi Menedzsment Szövetség (FMA) legjobb tanulmánya díjára 2020-ban